# Bulgarische Badmintonmeisterschaft 2020
Die Bulgarische Badmintonmeisterschaft 2020 fand vom 30. Januar bis zum 2. Februar 2020 in Sofia statt.

## Medaillengewinner
| Disziplin    | Gold                           | Silber                              | Bronze                            |
| ------------ | ------------------------------ | ----------------------------------- | --------------------------------- |
| Herreneinzel | Daniel Nikolov                 | Dimitar Yanakiev                    | Ivan Rusev                        |
| Herreneinzel | Daniel Nikolov                 | Dimitar Yanakiev                    | Peyo Boichinov                    |
| Dameneinzel  | Stefani Stoeva                 | Linda Zechiri                       | Gabriela Stoeva                   |
| Dameneinzel  | Stefani Stoeva                 | Linda Zechiri                       | Mariya Mitsova                    |
| Herrendoppel | Peyo Boichinov Alex Vlaar      | Daniel Nikolov Ivan Rusev           | Ilian Krastev Krasimir Krastev    |
| Herrendoppel | Peyo Boichinov Alex Vlaar      | Daniel Nikolov Ivan Rusev           | Ivan Panev Ilian Stojnov          |
| Damendoppel  | Gabriela Stoeva Stefani Stoeva | Mariya Mitsova Dimitria Popstoikova | Maria Delcheva Petya NeDeltschewa |
| Damendoppel  | Gabriela Stoeva Stefani Stoeva | Mariya Mitsova Dimitria Popstoikova | Mila Ivanova Paola Kirova         |
| Mixed        | Alex Vlaar Mariya Mitsova      | Stilijan Makarski Diana Makarska    | Ivan Rusev Dimitria Popstoikova   |
| Mixed        | Alex Vlaar Mariya Mitsova      | Stilijan Makarski Diana Makarska    | Dimitar Yanakiev Maria Delcheva   |